# 北洋漁業再開記念北海道大博覧会
北洋漁業再開記念北海道大博覧会（ほくようぎょぎょうさいかいきねん ほっかいどうだいはくらんかい、英: HOKUYO FAIR）は、1954年（昭和29年）7月から8月にかけて北海道函館市で開催された博覧会。

## 概要
北洋漁業再開を契機として水産業の振興を主軸に国内産業の現況を広く紹介し、北海道開拓の成果を広く内外に紹介するべく開催。本博覧会を機に函館市内中心部では商業施設の増築、湯の川温泉の温泉施設増築、函館山展望台の設置など観光都市としての基盤が整備された。
- 主催：北海道、函館市、函館商工会議所
- 会期：1954年7月10日 - 8月31日
- 会場：函館公園（第1会場）・五稜郭公園（第2会場）
- 協賛：北海道大学、北海道学芸大学、北海道商工会議所、道内日刊新聞社、NHK札幌中央放送局、NHK函館放送局、北海道放送
- 後援：関係各省、北海道開発庁、水産庁、日本国有鉄道、日本電信電話公社、日本専売公社、日本交通公社、日本放送協会、日本商工会議所、全日本観光連盟、日本貿易会、日本水産学会、各日刊新聞社
- 役員
  - 総裁：田中敏文（北海道知事）
  - 会長：宗藤大陸（函館市長）
- テーマ曲：北洋音頭（作詞：高橋掬太郎 作曲：細川潤一 歌：春日八郎・音丸 演奏：キングオーケストラ）
- 入場料[1]
  - 第1・第2会場共通券：大人150円・小人80円
  - 第2会場単独券：大人50円・小人20円

## 施設・パビリオン
函館公園
- 北洋館
- 貿易と海運館
- 水産館
- 全国物産館
- 農機具と軽車両館
- 地下資源館
- 農業館
- 林業館
- 北海道物産館
- 函館物産館
- 自転車振興館
- 新潟館
- 神奈川館
- 東京館
- 富山館
- アイヌ館
- 電波と電信電話館
- 専売館
- 近代美容館
- 外国館
- ペリー記念館
- 寒地住宅館
- 発明デパート
- 水族館
- 野外劇場

五稜郭公園
- 観光館・お菓子デパート - 市立函館博物館五稜郭分館として再利用[2]。
- 科学の世界館
- 保健衛生館
- 生活科学館
- 国税館
- 国産奨励館
- 郵政館
- 国鉄館
- 児童文化館
- 野外ステージ
- 子供の国 - 飛行塔、メリーゴーラウンド、豆汽車、豆自動車、豆スクーターなどを運行。

## 沿革
- 1953年
  - 7月8日：出品勧誘活動開始。
  - 11月3日：第一会場予定地にて起工式開催。
- 1954年
  - 7月10日：開会式開催。田中道知事、宗藤函館市長のテープカットと大島三郎道議会議員の令嬢によるテーマ塔くす玉割り、花吹雪と五段雷の花火、北洋音頭とサイレンの再生を行った。
  - 8月8日：天皇・皇后が来場、北海道物産館と函館物産館を視察[3]。
  - 8月31日：閉会式開催。